# José Luis Oriol
Pour les articles homonymes, voir Oriol.
José Luis de Oriol y Urigüen, né le 4 novembre 1877 à Bilbao et mort le 15 avril 1972 à Madrid, est un architecte, homme d'affaires et député espagnol.
Il est l'architecte de grands bâtiments, notamment à Madrid et au Pays basque. Gendre du cofondateur de l'Hidroeléctrica Española en 1907, il préside l'entreprise en 1910-1911 puis de 1936 à 1941. L'année suivante, il s'associe avec Alejandro Goicoechea pour créer la société Patentes Talgo SA et faire construire les rames Talgo que la Renfe fait rouler sur ses voies à partir de 1950.
Né dans une famille de tradition carliste, il soutient la cause des nationalistes pendant la Guerre d'Espagne. Il siège aux Cortes pendant plusieurs législatures, notamment sur les bancs de la Communion traditionaliste et, en 1969, réaffirme son soutien à Francisco Franco après que celui-ci a désigné le prince Juan Carlos comme son successeur.

## Biographie

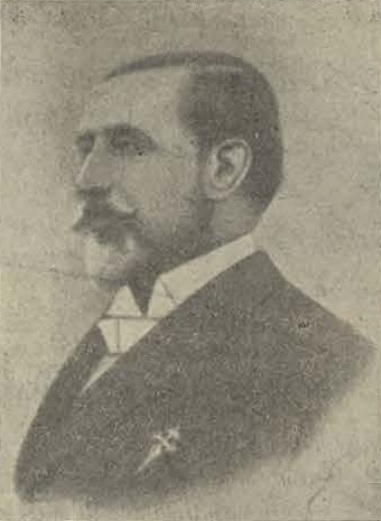
José María de Oriol y Gordo.

José María de Oriol y Gordo, le père de José Luis, descend d'une famille de la bourgeoisie française et Dolores de Urigüen y Urigüen, sa mère, est issue d'une famille biscayenne. Son père s'exilant en France pendant la Troisième Guerre carliste, c'est dans ce pays que José Luis poursuit ses études, notamment en architecture, après les avoir commencées à Madrid.
De retour en Espagne, il y épouse Catalina de Urquijo y Vitórica en 1904 ; il s'installent à Bilbao. Ils ont huit enfants. Après un carrière dans l'architecture, la finance et la politique, José Luis Oriol meurt à Madrid le 15 avril 1972.

### Architecte
En tant qu'architecte, Oriol intervient surtout dans l’élaboration de bâtiments destinés à sa famille, comme le palais Oriol à Santurtzi en 1902, le palais Oriol à Madrid en 1913-1914 (devenu un hôtel de grand luxe) ou le palais San Joséren à Getxo en 1916.
Il est également l'architecte de la faculté de médecine de l'université de Valence.

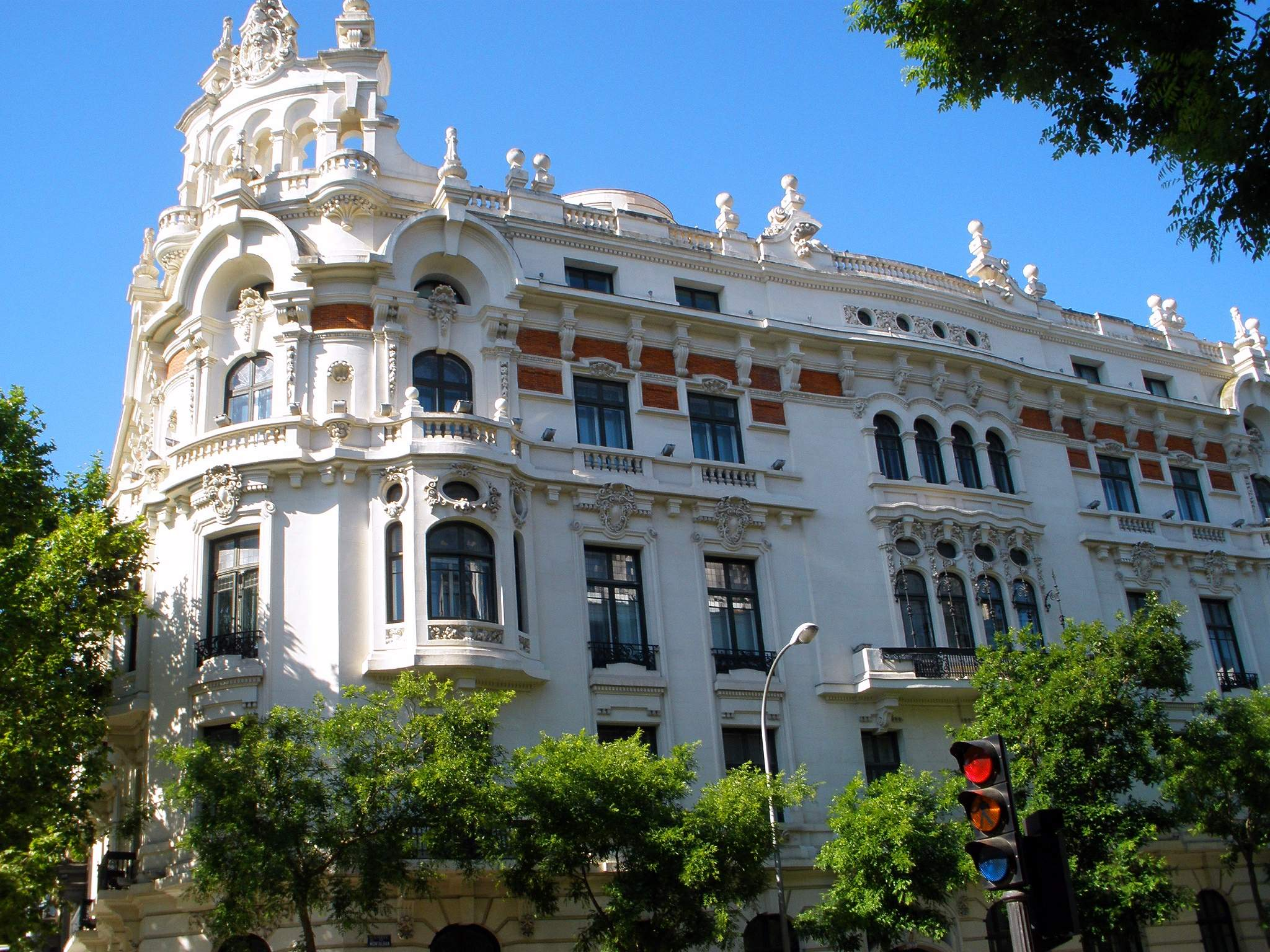
Palais Oriol à Madrid.
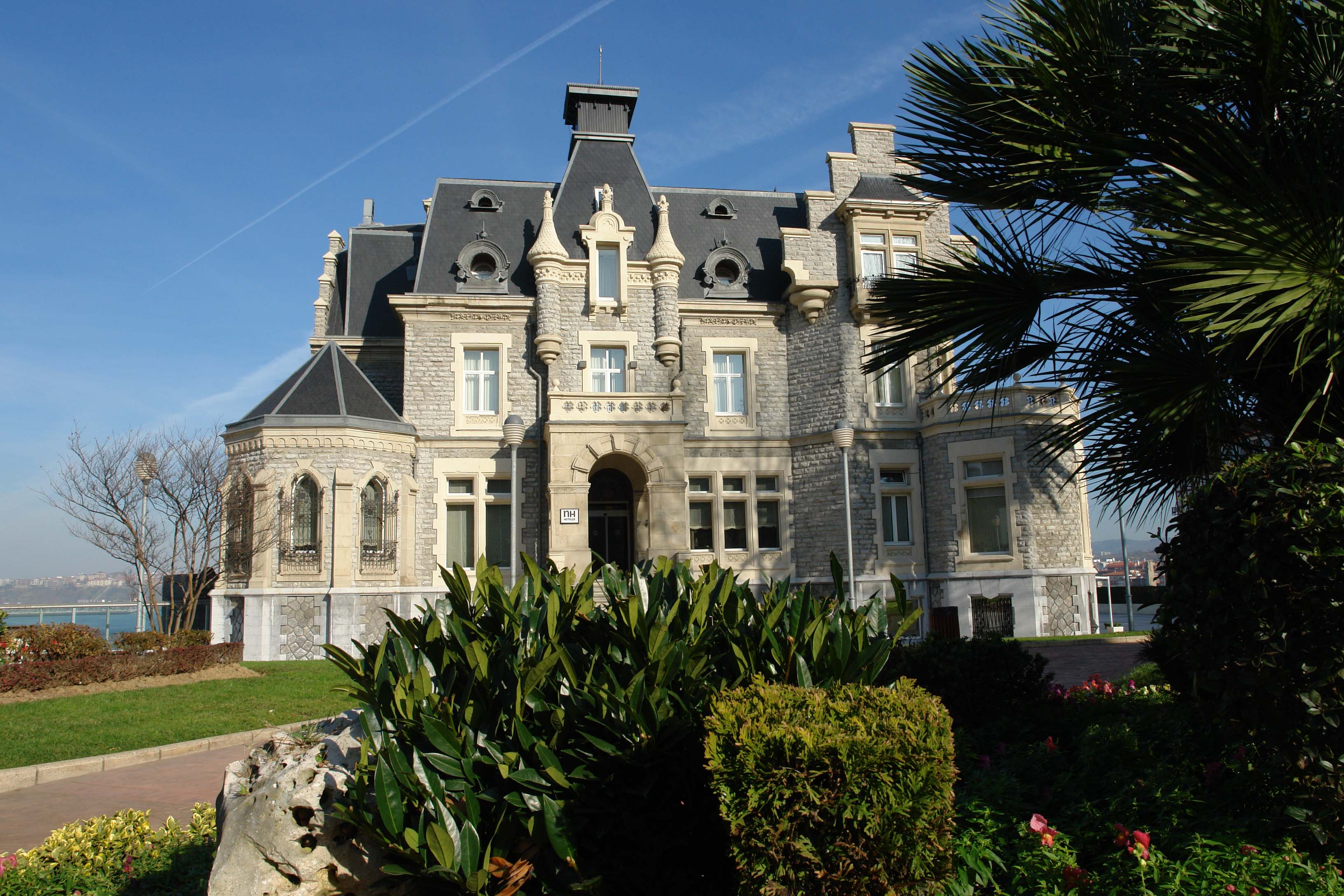
Palais Oriol à Santurtzi.
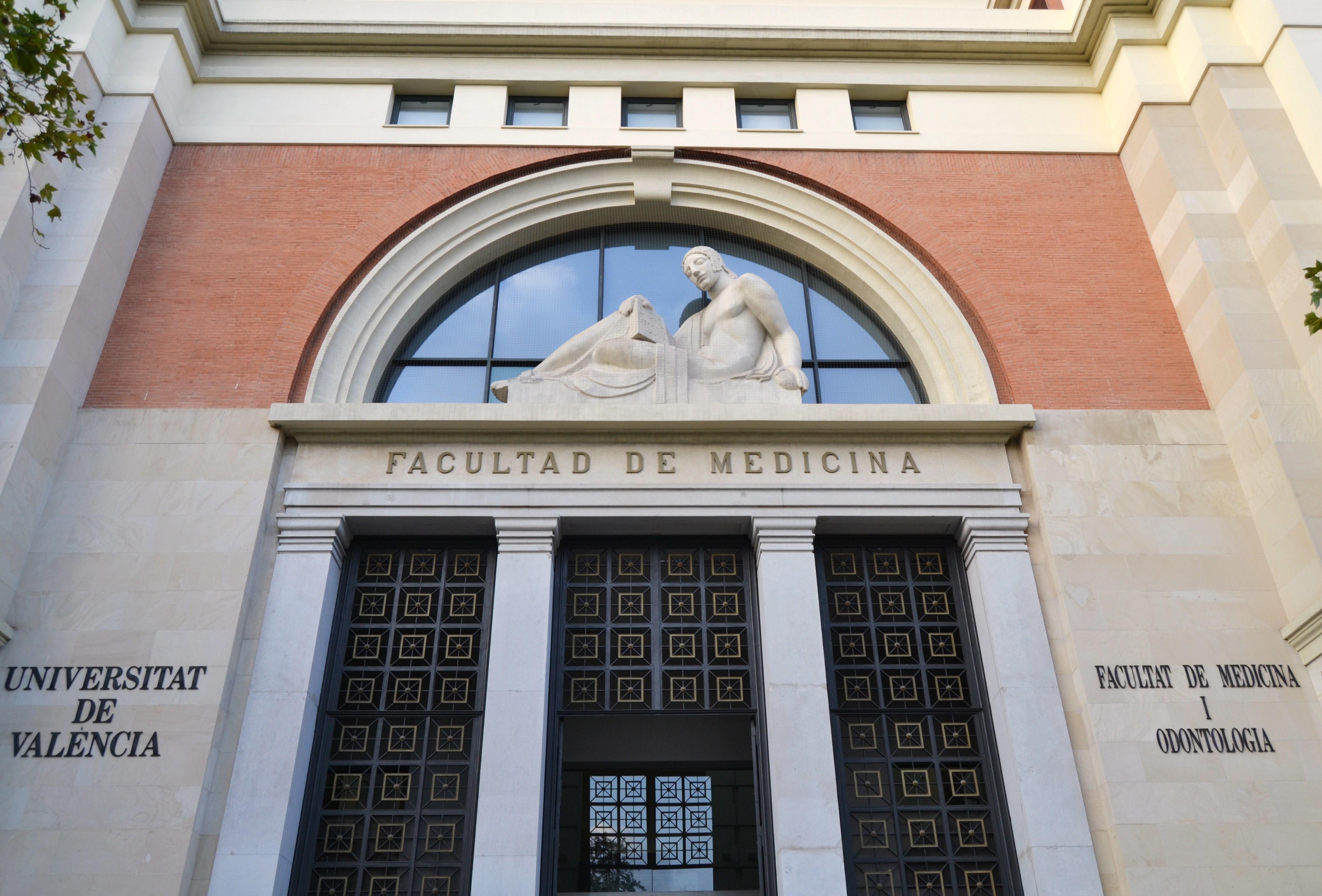
Façade de la faculté de médecine de Valence.

### Homme d'affaires
Son mariage avec Catalina de Urquijo y Vitórica en 1904 l'introduit dans le monde de la finance. Son beau-père est un homme d'affaires important au Pays basque. Il est membre, dès 1907, du conseil d'administration d'Hidroeléctrica Española (HE) que son beau-père a cofondée l'année même. Il en exerce la présidence en 1910-1911 puis de 1936 à 1941.
Son implication la plus importante dans le monde de l'industrie est sans doute le développement du train Talgo. En 1942, il rencontre l'ingénieur Alejandro Goicoechea qui recherche des financements pour mener à bien la phase commerciale de son projet de train articulé léger. Oriol, séduit par le projet, s'engage et crée avec Goicoechea la société Patentes Talgo S.A. ; un prototype (Talgo I) roule dès 1942 et les premiers trains circulent en 1950. Une partie des locomotives tractant ces rames (les séries 352, 353 et 354) sont d'ailleurs construites par la filiale espagnole de Babcock & Wilcox, créée par Oriol lui-même.

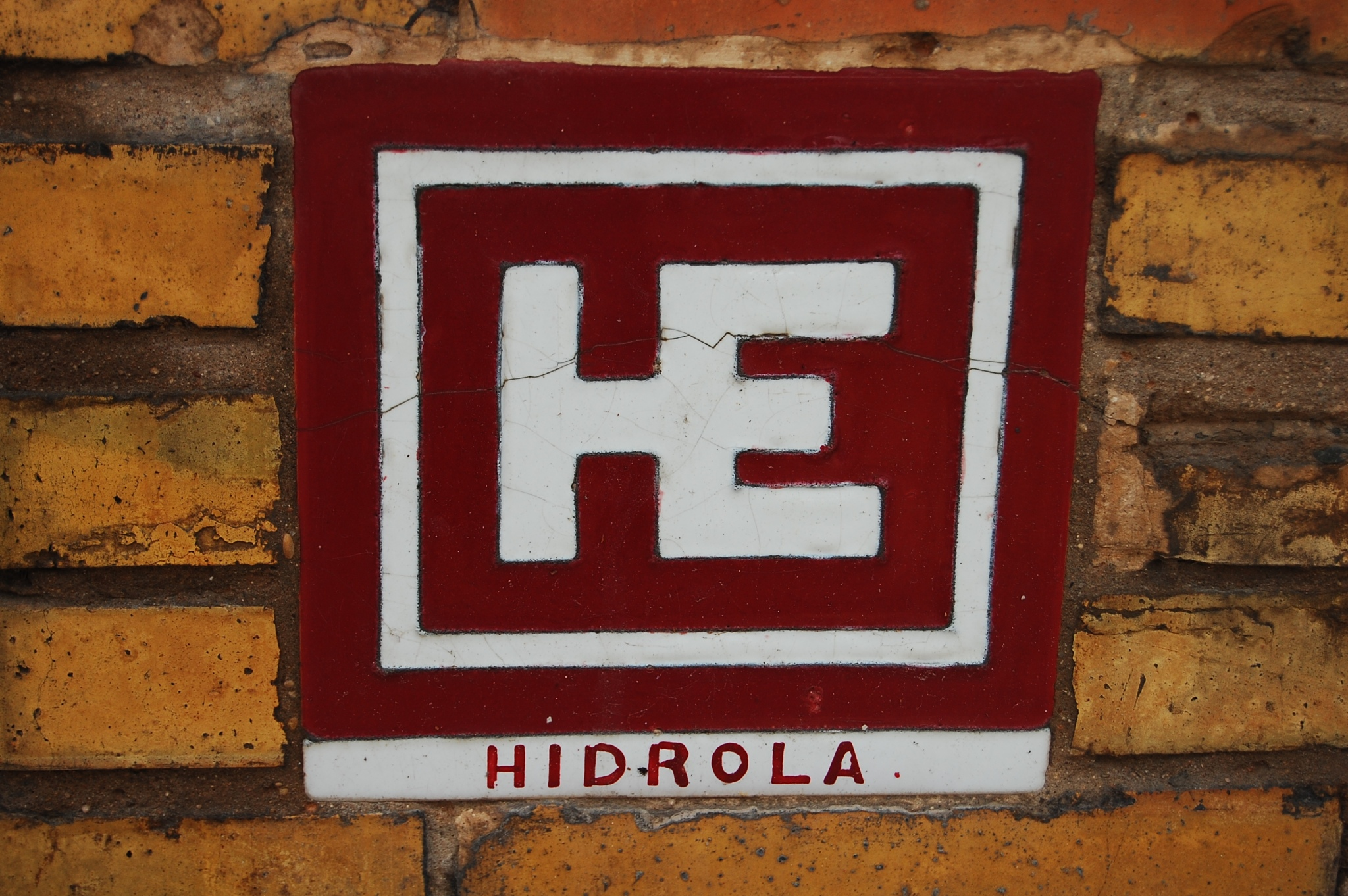
Logo de la HE.
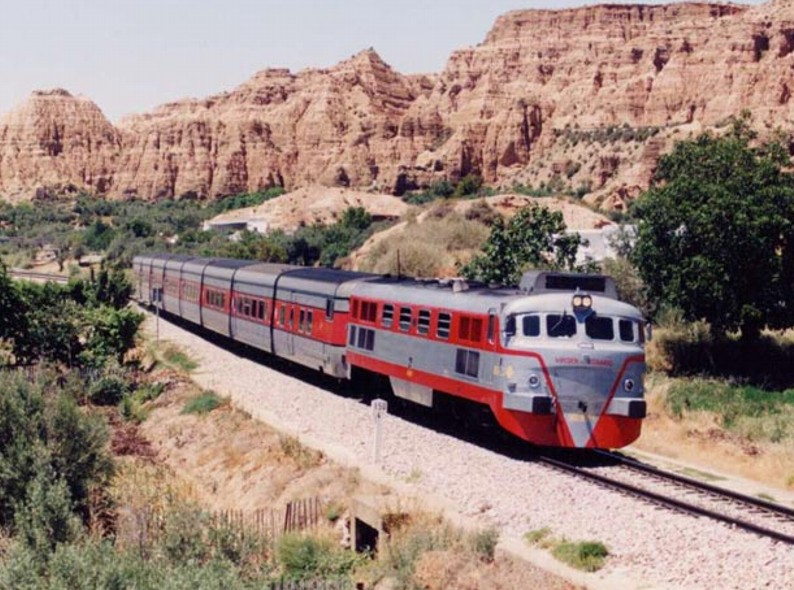
Rame Talgo III tractée par une 352.

### Personnalité politique
Adoptant les opinions conservatrices et traditionalistes de son père, José Luis Oriol s'engage en politique et siège au congrès des députés comme élu de Baeza pour le parti mauriste en 1919-1920. Il est ensuite député d'Alava pour la Communion traditionaliste pendant trois législatures consécutives, de 1931 à 1939 aux Cortes républicaines,,.
Il se range sans hésiter aux côtés des nationalistes espagnols pendant la Guerre d'Espagne et, en 1969, fait partie d'une délégation d'anciens députés venus apporter au palais du Pardo leur soutien à Francisco Franco en 1969, après que ce dernier a désigné le prince Juan Carlos (maison de Bourbon-Orléans) pour lui succéder, face à la Maison de Bourbon-Parme.